# Fëdorovka (fiume)
La Fëdorovka (in russo Фёдоровка?) è un fiume della Russia europea orientale, affluente di destra del Kobra (bacino idrografico della Kama). Scorre nella Repubblica dei Komi, nel rajon Priluzskij e nel Nagorskij rajon dell'Oblast' di Kirov.
La sorgente del fiume si trova nelle foreste degli Uvali settentrionali, 62 km a nord-ovest del villaggio di Nagorsk. Quasi l'intero corso del fiume passa attraverso foreste. Il letto del fiume è estremamente tortuoso, la direzione generale nel corso superiore è verso sud, vicino al villaggio di Baželka il fiume gira a nord-est. Sfocia nel Kobra a 51 km dalla foce. Ha una lunghezza di 139 km, il suo bacino è di 2 380 km².